# 8069 Benweiss
8069 Benweiss è un asteroide della fascia principale. Scoperto nel 1981, presenta un'orbita caratterizzata da un semiasse maggiore pari a 2,3415274 UA e da un'eccentricità di 0,0663300, inclinata di 6,09562° rispetto all'eclittica.